# Общественное телевидение России
«Общественное телевидение России (ОТР)» — общероссийский федеральный телеканал. Вещает круглосуточно из Москвы, из телецентра «Останкино» (АСК-3). Официально начал вещание 19 мая 2013 года. По данным «Левада-центра» за 2019 год, среди основных новостных каналов ОТР занимал 9-е место — выпуски новостей на телеканале смотрело 8 % телезрителей.

## История
22 декабря 2011 года президент Российской Федерации Дмитрий Медведев в ходе оглашения послания Федеральному собранию предложил создать в России общественное телевидение. По его словам, общественный канал может быть создан на базе одного из федеральных. Он уверен, что ни один из владельцев этого нового СМИ не должен иметь определяющего влияния на принятие любых решений — ни государство, ни частный владелец.
22 января 2012 года рабочая группа предоставила Дмитрию Медведеву шесть вариантов создания общественного телевидения, срок появления которого может занять от одного месяца до двух лет, заявил глава председательского Совета по развитию гражданского общества и правам человека Михаил Федотов.
1 февраля 2012 года появилась информация, что общественное телевидение может быть запущено на эфирных частотах телеканала «Звезда», принадлежащего Минобороны Российской Федерации или «ТВ Центр», который принадлежит правительству Москвы. Позже Михаил Федотов опроверг эти сведения.
11 февраля 2012 года Председательский Совет по правам человека опубликовал на своём сайте проект выражения создания общественного телевидения. В проекте разъясняются задачи общественного телевидения, его примерное программное содержание и источники финансирования.
17 апреля 2012 года Дмитрий Медведев подписал указ о создании телеканала. Общественное телевидение могли возглавить руководитель государственной радиокомпании «Голос России» Андрей Быстрицкий или президент Международной академии телевидения и радио Анатолий Лысенко.
18 июля 2012 года Анатолий Лысенко назначен первым исполнительным директором Общественного телевидения России.
В августе 2012 года было произведено формирование команды телеканала.
Осенью 2012 года были начаты съёмки пилотных передач.
В сентябре 2012 года ОТР сообщило, что не будет вещать на эфирных частотах «Звезды». 17-го числа зарегистрировано юридическое лицо — автономная некоммерческая организация «Общественное телевидение России».
1 ноября 2012 года состоялся запуск первой версии интернет-сайта Общественного телевидения Архивная копия от 13 марта 2013 на Wayback Machine.

Первый логотип ОТР, использовавшийся с 19 мая 2013 по 18 мая 2025 года

30 апреля 2013 года ОТР начал тестовое вещание в составе первого мультиплекса цифрового эфирного телевидения в Москве.
17 мая 2013 года ОТР включён в состав первого мультиплекса в сетях кабельного, спутникового и цифрового эфирного телевидения России.
19 мая 2013 года телеканал начал вещание в 12:00 по московскому времени.
23 июля 2013 года гендиректор канала Анатолий Лысенко заявил, что бюджет ОТР полностью исчерпан.
22 января 2014 года российский телеведущий Владимир Познер заявил о невозможности спасения «Общественного телевидения России», что может привести к его закрытию, однако закрытие не состоялось.
5 ноября 2019 года на ОТР появляются врезки региональных телеканалов, объём вещания — до пяти часов: с 6:00 до 9:00 и с 17:00 до 19:00. Первую врезку осуществил Омский радиотелецентр, в эфир вышла программа 12 канала.
20 июня 2021 года скончался первый генеральный директор канала Анатолий Лысенко.
1 июля того же года генеральным директором канала назначен Виталий Игнатенко.

## Цели
Формирование и развитие гражданского общества, в том числе:
- выявление, публичное представление и защита значимых общественных интересов;
- развитие самосознания человека, социальных сообществ, групп и общества в целом;
- информирование о разнообразных способах самоорганизации, вовлечение граждан в положительную социальную практику;
- обеспечение активного участия граждан в проектировании индивидуального и коллективного будущего[20][21].

### Основные задачи
- Обеспечение привлекательного, альтернативного государственно-коммерческому вещанию через создание адекватных вызовам времени смысловых, жанровых, технологических и иных координат, способных обновлять мотивацию потребления содержания и участия зрителей в данном типе медиа.
- Создание условий для преодоления социальной и политической вялости населения.
- Привлечение к общественному вещанию зрителей, утративших мотивацию телесмотрения и слушания радио.
- Формирование культуры участия в общественной жизни, продвижение меры индивидуального поведения, ориентированных на саморазвитие и развитие социальной среды и коммуникации как социально одобренных и престижных стремлений.
- Развитие гражданского общества в России.
- Просвещение и образование[22].
- Пропаганда общечеловеческих моральных ценностей.
- ОТР — новая площадка для обсуждения самых актуальных проблем, волнующих общество, а также средство открытого и прямого взаимодействия между властью и гражданами России.

### Принципы
- Преимущественное использование прямого эфира и других форм взаимодействия авторов со зрителями, вовлечение современных технологий в создание содержания и его трансляцию.
- Применение универсального программирования нового типа, предусматривающего свободное от политической и коммерческой внутренней и внешней цензуры публицистическое и информационное вещание (новости, аналитические дискуссии в формате ток-шоу), развивающие («умные») развлечения, качественные игровые, документальные и анимационные фильмы, привлекательные просветительские программы, оригинальное ночное вещание.
- Подавляющее большинство форматов общественного вещания предусматривают участие в их создании широких корреспондентских сетей, состоящих из непрофессиональных «активистов». Формирование и кураторство таких сетей — одна из основных функций профессионального редакторского и производственного коллектива.
- Приоритетными являются программы, в которых разные национальные, социальные, религиозные и субкультурные группы общества вступают в диалог друг с другом[20][23].

## Тематическое наполнение эфира
- В «общественно-политическом блоке» вещания особое внимание уделяется деятельности законодателей, судов всех инстанций, исполнительных органов всех уровней, деятельности органов местного самоуправления и некоммерческих организаций. Выносить для общественного обсуждения проекты общественно-значимых и неоднозначных реформ, например реформы об «образовании», привлекая к обсуждению не только чиновников, но прежде всего представителей профессиональных сообществ.
- В «молодёжно-подростковом сегменте» программирования приоритет отдается форматам, связанным с профориентацией и формированием установок на участие в общественной жизни.
- В «культурном блоке» преимущество получают программы, погружающие зрителя в мир современной актуальной культуры (именно она провоцирует рефлексию и развитие), а также форматы, в которых наследие вводится в контекст современной культуры и образа жизни современного человека.
- В эфире общественного вещания размещаются программы и форматы зарубежных общественных вещателей — публицистические, просветительские, развивающие, развлекательные — при условии их соответствия концепции общественного вещания России.
- В процессе общественного вещания ведется содержательный мониторинг проблемных, форматных и жанровых предпочтений зрителей и корректировка программной политики, соответствующая результатам качественных социологических исследований с использованием сложных процедур и методик.
- В научном блоке вещания выходят передача «Нестандартная модель» и цикл передач «Большая наука»[24][25]. На международном фестивале научно-познавательных и просветительских телевизионных программ «Разум. XXI век» циклу программ «Большая наука» был присужден Специальный приз в номинации «За продолжение традиций отечественного просветительского телевидения»[26]. «Большая наука» включат в себя 5 разделов: «Человек. Земля. Вселенная», «Великое в малом», «Тайны, тайны, тайны», «Есть только миг», «На грани безумия».

## Вещание
«Общественное телевидение России» входит в первый мультиплекс цифрового телевидения России. Аналогового эфирного вещания телеканал не осуществлял.
«ОТР» транслируется в широкоэкранном формате (16:9). 1 октября 2013 года было объявлено о начале вещания в формате высокой чёткости (HD). С 27 марта 2020 года телеканал выходит в цифровом HD-мультиплексе на 58 ТВК в Москве и Подмосковье.
Интернет-вещание «Общественного телевидения России» осуществляется на сайте, где кроме прямой интерактивной трансляции доступны ресурсы видеотеки.
В эфире ОТР отсутствует коммерческая реклама.
С 15 августа 2022 года телеканал ОТР начал регулярную трансляцию программ с переводом на жестовый язык.

## Оценка

### Положительные отзывы
Вера Цветкова из «Независимой газеты» считает, что «если общественное есть полезное для общества, то ОТР вполне справляется с поставленной перед собой задачей». Она же в заметке «Сознательно выбранная стилистика» отмечает, что многим зрителям, в отличие от журналистов, нравятся позитивные и духоподъёмные новости ОТР: «Они видят, что ОТР — единственный канал, который действительно представляет жизнь огромной страны».
Телеведущий Андрей Максимов на волне негативных высказываний об ОТР написал статью «А мне нравится общественное телевидение!». По его мнению, ОТР не нравится тем, кто привык к скандальным ток-шоу с гламурными ведущими. «ОТР говорит, что жизнь — это другое. Это то, что происходит в провинциальных городах, где люди озабочены совсем другим. У них страсти и кипят и не кипят совсем по иному поводу. И никто, кроме ОТР, этого не покажет», — пишет он.
Глава Дирекции международных отношений ВГТРК Пётр Фёдоров в интервью журналу «Сноб» отметил: «Мы хотим красиво, при этом не оказав никакой помощи Анатолию Григорьевичу Лысенко. Он человек мужественный: в 75 лет взяться на копейки создавать телевидение — это подвиг. Лысенко пытается что-то сделать, не получая от общества ничего, кроме пинков».

### Отрицательные отзывы
До создания канала в газете «Новые Известия» Александр Анненский, кинодраматург и бывший главный редактор телекомпании «Останкино», предлагал иную концепцию формирования общественного ТВ, позволяющую сэкономить десятки миллионов рублей. Статью эту читали в администрации Президента, однако реакции не последовало.
В мае 2013 года телевизионный критик, декан факультета медиакоммуникаций Высшей школы экономики Анна Качкаева, назвала ОТР «„Пионерской зорькой“ под нафталином». По её мнению, программы Общественного телевидения создают ощущение «бессловесности», дробят общую картину страны в мелкую мозаику: «С одной стороны мы имеем не раздражающую картинку, отвечающую запросу зрителей, и подачу с налетом ностальгии, но именно благодаря этому странному контексту из новостей уходят новости, а из телевизионной жизни уходит ощущение, что это разговор современного человека с современным человеком».
Российский оппозиционный политик Алексей Навальный после первых дней вещания телеканала отметил, что передачи на ОТР не освещают актуальные проблемы общества. К одной из актуальных проблем относилась трата сотен миллионов рублей на Общественное телевидение. По его же мнению, «вышедшее 19 мая 2013 года „общественное телевидение“ напоминает серию „Симпсонов“, где мистер Бёрнс [1918 года рождения] переоделся подростком и, используя молодёжный жаргон, убеждал руководство школы отдать ему нефть, найденную на её территории».
Генеральный секретарь профессионального Союза журналистов России Леонид Речицкий видит суть проблемы в государственном контроле за ОТР: как руководство канала, так и общественный и наблюдательный советы состоят сплошь из должностных лиц. «Чьи интересы будут защищать эти должностные лица? Конечно, государства», — уверен он.
Журналист, бывший секретарь Союза журналистов России Игорь Яковенко признался (2013), что ОТР вызывает у него чувство неловкости и уныние, поскольку этот «стопроцентный, до мозга костей государственный телеканал выдают за общественное ТВ», а также из-за ненужности телеканала такого рода в нынешней ситуации. При этом, полемизируя с руководителем ОТР Анатолия Лысенко, заявляющем о заведомо низком рейтинге общественного телевидения, Яковенко приводит высокие рейтинги общественного ТВ в разных странах — от Европы до Южной Африки и Японии. «Общественность» на ОТР, по словам автора, представлена в основном доверенными лицами Путина и выглядит «мракобесно». Яковенко также критикует концепцию «телевидения хороших новостей», сравнивая её с программной политикой радиовещания в нацистской Германии.
В марте 2020 года телеведущий Владимир Познер раскритиковал «Общественное телевидение России», которое, по его словам, не имеет ничего общего с настоящим общественным телевидением.

### Документальные программы лженаучного характера
Академик РАН, директор Института космических исследований РАН Л. М. Зелёный отмечает, что на телеканале присутствует много хороших передач, но его сильно шокировала передача «В мире секретных знаний. Кто охраняет космос», вышедшая в эфир 24 мая 2016 года: «Весь набор безумной рентэвэшной чепухи об инопланетянах, контролирующих Солнце и сбивающих с орбиты Луну, чтобы уничтожить человечество, нейтронных генераторах, которые российские и американские учёные доставили на Марс, чтобы отработать там на марсианах нейтронное оружие, и т. д.».

### Программа «Прав? Да!»
20 июня 2013 года программа Андрея Норкина «Прав? Да!» была посвящена состоянию протестного движения в России. В аннотации к программе указано, что авторы долго готовили выпуск «без купюр», в который надеялись пригласить самых ярких представителей оппозиции. Однако среди героев не было организаторов массовых протестных митингов и шествий. В описании передачи об этом было сказано следующее: «Они утверждали, что занесены в стоп-списки на федеральных телеканалах. Что их никогда не пустят в эфир. Мы предложили им прийти на ОТР и открыто высказать свою точку зрения. Но принять участие в программе они отказались».
Журналист Олег Кашин заявил о том, что не смог принять участие в программе из-за отсутствия в Москве. В подтверждение своих слов Кашин привёл скриншот SMS-переписки с сотрудницей канала. Он также заявил, что не считает поведение журналистов ОТР корректным.
Сопредседатель партии РПР-ПАРНАС Борис Немцов рассказывал, что Норкин звонил ему с приглашением прийти на ОТР и принять участие в этой передаче едва ли не за пять минут до начала эфира.
По словам Сергея Пархоменко, редакторы ОТР уверяли его, что выпуск будет посвящён последнему заседанию Координационного совета оппозиции. Он не счёл возможным участвовать в съёмках, посвящённых событию, участником которого он не был.

### Проблемы финансирования
Телеканал требует около 1,8 млрд руб ежегодно, средства выделяются из государственного бюджета России, личные пожертвования составляют незначительную долю — 50 000 руб (за 2,5 месяца 2013). В июле 2013 года глава Роспечати Михаил Сеславинский решил подать пример гражданам России и из личных средств пожертвовал 100 000 руб на развитие Общественного телевидения России. По мнению гендиректора Лысенко 1,5 млрд, выделяемые государством, покрывают только 65 % расходов; к лету 2013 было объявлено, что бюджет канала иссяк. 21 января 2014 года объявлено, что из-за финансовых трудностей канал планирует в течение последующих двух месяцев сокращение сотрудников творческих специальностей. Общая штатная численность компании при этом должна уменьшиться вдвое.
Заместитель министра связи и массовых коммуникаций России Алексей Волин в 2020 году сделал комментарий о переходе Общественного телевидения России на государственное финансирование, отметив, что на протяжении долгого периода многие люди говорили о необходимости независимого от государства телевидения, совершались необходимые действия, в том числе попытки собрать финансирование с помощью пожертвований, что принесло только 3 млн рублей, затем общественный интерес к ОТР угас, после чего государство начало его финансировать из бюджета.
В 2021 году для финансирования канала из государственного бюджета было выделено 4,883 млрд рублей. В 2022 эта сумма составит 5,489 млрд рублей.